# Romneya coulteri
Romneya coulteri  (amapola árbol de México, en inglés: Coulter's Matilija poppy; syn. Romneya trichocalyx Eastw.) es una especie del género Romneya dentro de la familia de las Papaveraceae. Es un endemismo de México, de California y de Baja California, donde crece en barrancas soleadas y secas en el chaparral y en las comunidades de arbustos bajos costeros, a veces en áreas recién quemadas. Es una planta ornamental muy popular, cultivada por sus vistosas y grandes flores blancas. 

## Descripción
Es un arbusto que puede alcanzar los 2 metros de altura, sus tallos leñosos se desarrollan a partir de un rizoma. Las hojas, que pueden llegar a tener unos 20 centímetros de largo, son de un verde grisáceo, tienen una textura cérea y están divididas con unos pocos lóbulos lanceolados. La inflorescencia es una gran y solitaria flor, con seis pétalos blancos de unos 10 centímetros de longitud. En el centro de la flor hay un ramo de numerosos estambres amarillos. El fruto es una cápsula de 3 a 4 centímetros de longitud que contiene numerosas semillas diminutas.

## Características
Esta planta es de las que posee las mayores flores de las especies nativas de California, rivalizando con Hibiscus lasiocarpos. Fue nominada para ser elegida como la Flor del estado de California en 1890, pero la amapola de California ganó este título en una votación.